# Moi et mon monde
Pour plus de détails, voir Fiche technique et Distribution.
Moi et mon monde (Die Mitte der Welt, littéralement « Le milieu du monde ») est un film dramatique romantique au récit initiatique allemand écrit, coproduit et réalisé par Jakob M. Erwa, sorti en 2016. Il s’agit de l’adaptation du roman allemand Le Milieu du monde (Die Mitte der Welt) d’Andreas Steinhöfel (1998).
Lors de la diffusion télévisée en 2018, ce film a pour titre Moi et mon monde sur Arte.

## Synopsis
De retour de camp d'été, Phil (Louis Hofmann), dix-sept ans, constate que sa mère (Sabine Timoteo) et sa sœur jumelle Dianne (Ada Philine Stappenbeck) ne se parlent plus. Leur famille n'a pourtant que très peu de contacts directs avec les villageois qui les dévisagent comme des étrangers. Il continue à vivre comme s'il ne s'était rien passé. Les vacances se terminent. Il se retrouve en classe et y découvre le nouvel élève, Nicholas (Jannik Schümann), qui capte son attention. Phil se sent attiré par lui, et bientôt ils s'engagent dans un grand amour. À la maison, les choses tournent mal…

## Fiche technique
Sauf indication contraire, les informations mentionnées dans cette section peuvent être confirmées par la base de données cinématographiques IMDb,  présente dans la section « Liens externes ».
- Titre original : Die Mitte der Welt
- Titre français : Moi et mon monde (titre télévisuel[1]) ou Center of My World
- Réalisation et scénario : Jakob M. Erwa, d’après le roman allemand Le Milieu du Monde d’Andreas Steinhöfel (1998)
- Direction artistique : Veronika Merlin
- Costumes : Peri de Bragança
- Photographie : Ngo The Chau
- Son : Jörg Kidrowski, Veronika Hlawatsch et Bernhard Maisch
- Montage : Carlotta Kittel
- Musique : Paul Gallister
- Production : Boris Schönfelder ; Bernhard zu Castell, Jakob M. Erwa, Mathias Forberg et Viktoria Salcher
- Sociétés de production : Neue Schönhauser Filmproduktion ; Prisma Film, Universum Film (UFA) et mojo:picture (coproductions)
- Société de distribution : Universum Film (Allemagne)
- Pays d’origine :  Allemagne
- Langue originale : allemand
- Format : couleur
- Genre : drame romantique au récit initiatique
- Durée : 115 minutes
- Dates de sortie :
  - Allemagne : 26 juin 2016 (Festival du film de Munich[2] et Festival du film de Munich[3]) ; 10 novembre 2016 (sortie nationale)
  - France :  21 novembre 2017 (DVD)

## Distribution
- Louis Hofmann : Phil
- Jannik Schümann : Nicholas, le nouvel élève
- Svenja Jung : Kat, l’amie de Phil
- Sabine Timoteo : Glass, la mère de Phil
- Ada Philine Stappenbeck : Dianne, la sœur jumelle de Phil
- Clemens Rehbein : Kyle, le compagnon de Glass
- Inka Friedrich : Tereza, l’avocate
- Nina Proll : Pascal, la compagne de Tereza
- Sascha Alexander Geršak : Michael
- Thomas Goritzki : le professeur Hänel

## Production

### Développement et genèse
Le roman Le Milieu du Monde (Die Mitte der Welt) d’Andreas Steinhöfel, publié en 1998, devient un livre pour jeunes adultes à succès : il reçoit entre autres le Deutscher Jugendliteraturpreis (prix de littérature de jeunesse allemande) en 1999 et le Buxtehuder Bulle (prix de littérature jeunesse) dans la même année. En 2000, il reçoit le Literaturpreis der Jury der jungen Leser à Vienne. Il est, par ailleurs, élu premier livre pour enfants dans la liste des best-sellers de l’hebdomadaire allemand Der Spiegel,.

### Tournage
Le tournage a lieu entre le 4 août 2015 et le 14 septembre 2015 à Cologne en Rhénanie-du-Nord-Westphalie en Allemagne et à Vienne en Autriche.

## Accueil
Festivals et sortie
Center of My World est présenté en avant-première mondiale le 26 juin 2016 au Festival du film de Munich, ainsi qu’au Festival international du film de Moscou dans le même jour, avant sa sortie nationale dès le 10 novembre 2016 en Allemagne.

## Distinctions
Sauf indication contraire, les informations mentionnées dans cette section peuvent être confirmées par la base de données cinématographiques IMDb,  présente dans la section « Liens externes ».

### Récompenses
- Cérémonie du film autrichien 2017 : Meilleure musique pour Paul Gallister
- Cérémonie du film de la Bavière 2017 : Meilleure réalisation de film jeunesse pour Jakob M. Erwa
- Festival international du film gay et lesbien de Milan 2017 : Prix du public pour Jakob M. Erwa

### Nominations
- Cérémonie du film autrichien 2017 : Meilleurs effets sonores pour Jörg Kidrowski, Veronika Hlawatsch et Bernhard Maisch
- Festival international du film de Moscou 2016 : Prix St. George d’or pour Jakob M. Erwa
- Festival international du film de Guadalajara 2017 : Meilleur film pour Jakob M. Erwa
- Jupiter Awards 2017 :
  - Meilleur acteur allemand pour Louis Hofmann
  - Meilleure actrice allemande pour Sabine Timoteo
- Romy Gala 2017 : Meilleur scénario pour Jakob M. Erwa

### Documentation
- (de) Dossier de presse Die Mitte der Welt